# Colombia en los Juegos Olímpicos de Melbourne 1956
Colombia estuvo representada en los Juegos Olímpicos de Melbourne 1956 por un total de 26 deportistas masculinos que compitieron en 6 deportes.
El portador de la bandera en la ceremonia de apertura fue el atleta Jaime Aparicio Rodewalt. El equipo olímpico colombiano no obtuvo ninguna medalla en estos Juegos.